# Ивановское-Козловское
Ивановское-Козловское – усадьба XVIII века в селе Ивановское Клинского района Московской области, находящаяся на берегу Истринского водохранилища в устье реки Нудоль.
Согласно установленной в дореволюционное время на дом табличке, усадьба основана в 1702 году братьями Иваном и Матвеем Гагариными. После казни Матвея имение стало государственной собственностью. Спустя десятилетия усадьба перешла в собственность капитана артиллерии Ивана Яковлевича Блудова. Главный дом, судя по стилю, был возведён в 1770-х годах. Наследники Блудова владели имением до 1823 года, когда продали его потомку фаворита Петра Александру Сергеевичу Меншикову. Тот предпринял меры для организации усадебного хозяйства, построил писчебумажную фабрику. Меньшиков владел усадьбой или до 1852 года, или до своей смерти в 1869 году. Во второй половине века имение принадлежало доктору Колесову, затем купцам Берендеевским, которые в 1890 году продали его князю Михаилу Ионовичу Козловскому. Князь, по чьей фамилии усадьба получила окончательное название, пристроил к основному объему усадьбы крылья. Здание было окружено большим английским парком. В усадьбе хранилась библиотека Михаила Николаевича Лонгинова, тестя Козловского. После революции по желанию вдовы Козловского библиотека была передана в Пушкинский Дом. В советское время многие строения имения были уничтожены, в усадьбе располагалась школа для глухих и умственно-отсталых, затем здравница. В 2000-х годах усадьба принадлежала крупной сотовой компании, потом банку.